# 312
| Calendário gregoriano                                                        | 312 CCCXII                      |
| Ab urbe condita                                                              | 1065                            |
| Calendário arménio                                                           | -240 – -239                     |
| Calendário bahá'í                                                            | -1532 – -1531                   |
| Calendário budista                                                           | 856                             |
| Calendário chinês                                                            | 3008 – 3009                     |
| Calendário copta                                                             | 28 – 29                         |
| Calendário etíope                                                            | 304 – 305                       |
| Calendários hindus - Vikram Samvat - Calendário nacional indiano - Cáli Iuga | 367 – 368 233 – 234 3412 – 3413 |
| Calendário Holoceno                                                          | 10312                           |
| Calendário islâmico                                                          | 320 BH – 319 BH                 |
| Calendário judaico                                                           | 4072 – 4073                     |
| Calendário persa                                                             | 310 BP – 309 BP                 |
| Calendário rúnico                                                            | 562                             |
| Calendário solar tailandês                                                   | 855                             |

312 (CCCXII na numeração romana) foi um ano bissexto do século V do Calendário Juliano, da Era de Cristo, teve início a uma terça-feira  e terminou a uma quarta-feira, as suas letras dominicais foram F e E (52 semanas)
| Ano completo                          |
| ------------------------------------- |
| Ano bissexto com início à terça-feira |

## Eventos
- 28 de outubro — Batalha da Ponte Mílvio: Constantino derrota Magêncio numa batalha onde se decidiria quem seria aclamado como primeiro Augusto pelo senado romano. É também neste ano que Constantino se converte à religião cristã.
- Batalha de Turim e Cerco de Segúsio — terminam com a vitória de Constantino sobre Magêncio.
- O Arco de Constantino é construído em Roma.

## Mortes
- 7 de janeiro — São Luciano de Antioquia, mártir cristão  (n. c. 240).
- 28 de outubro — Magêncio, imperador Romano morto na batalha da Ponte Mílvio  (n. c. 278).
- Rurício Pompeiano, oficial romano morto na Batalha de Verona.
- São Brissos, supostamente segundo bispo de Évora.